# جان نیوبری
جان نیوبری (انگلیسی: John Newbery) که به نام پدر ادبیات کودکان شناخته می‌شود، یک بنگاه انتشارات کتاب برای کودکان و نوجوانان است که برای اولین بار دست به چاپ و انتشار این نوع آثار زد و به یک بخش پایدار و سودآور تبدیل گردید. این بنگاه در ادامهٔ راه خودش اقدام به چاپ آثار نویسندگانی چون کریستوفر اسمارت، الیور گولد اسمیت و ساموئل جانسون نمود، به افتخار دستاوردهای این مؤسسه در زمینهٔ انتخاب و چاپ آثار برای کودکان، نشان نیوبری ساخته و هر سال توسط انجمن خدمات کتابخانه برای کودکان به آثار برجسته و برگزیده در این زمینه اهدا می‌گردد

## زندگی
نیوبری در سال ۱۷۱۳ در والتام سن لارنس متولد گردید، پدر او یک کشاورز در همان ناحیهٔ برکشایر انگلستان بود، هنگامی که جوان بود خودش به تنهایی به کسب علم و دانش پرداخت، در همان زمان و در سن ۱۶ سالگی به عنوان شاگرد در یک چاپخانهٔ محلی متعلق به ویلیام آیرز مشغول گردید، کسب و کار چاپخانه مدتی بعد به شخصی به نام ویلیام کارنان فروخته شد و به ناچار جان نیوبری هم کارمند کارفرمای جدید گردید، در سال ۱۷۳۷ کارنان درگذشت و کسب و کار چاپخانه برای برادر او به نام چارلز کارنان و نیوبری باقی ماند، دو سال بعد، نیوبری با بیوهٔ ویلیام کارنان به نام جوردان ماری ازدواج می‌کند، حاصل این ازدواج برای او و همسرش سه فرزند به نام‌های جان، توماس و آنا ماریا بود، در سال ۱۷۴۰ دومین دختر آنها به نام ماری نیز متولد گردید.

## حرفهٔ انتشاراتی
از سال ۱۷۴۰، نیوبری کسب و کار انتشاراتی خود را به شکل حرفه‌ای آغاز کرد و شروع به مطالعه در این زمینه کرد، اولین کار او چاپ دو نشریه ویرایشی از ریچارد آلیستریس در شعر و نثر بود، در سال ۱۷۴۳ خواندن و مطالعهٔ بیشتر را رها کرد و یک فروشگاه در لندن افتتاح کرد و همان زمان پسر خوانده اش به نام جان کارنان را مسئول کسب و کار خودش نمود، چندین کتاب برای بزرگسالان در همین زمان به چاپ رساند ولی علاقهٔ عجیبی به چاپ آثار کودکان پیدا نمود و به این رشته علاقه‌مند گردید، اولین کتابی که برای کودکان در این زمینه به چاپ رساند. کتاب جیبی زیبای کوچولو بود که در سال ۱۸ ژوئیه ۱۷۴۴ منتشر شد، کتاب زیبای کوچولو اولین کتاب چاپ شدهٔ نیوبری در زمینهٔ ادبیات کودکان بود که به موفقیت بسیار خوبی دست یافت، قیمت این کتاب ۶ پنس بود اما اگر کسی دو نسخه از آن را می‌خرید نیوبری یک توپ قرمز و سیاه و سفید یا بالشتک به انتخاب خریدار هدیه می‌داد.

## واژگان
1. ↑  The Father of Children's Literature
2. ↑  Christopher Smart
3. ↑  Oliver Goldsmith
4. ↑  Samuel Johnson
5. ↑  Association for Library Service to Children
6. ↑  Waltham St Lawrence
7. ↑  Berkshire
8. ↑  William Ayers
9. ↑  William Carnan
10. ↑  Jordan Mary
11. ↑  Richard Allestree's
12. ↑  A Little Pretty Pocket-Book